# 29 أمفيتريت
أمفيتريت (أو 29 أمفيتريت وفق تسمية الكوكب الصغير) (بالإنجليزية: 29 Amphitrite)‏ هو كويكب ضمن حزام الكويكبات؛ وهو الكويكب التاسع والعشرون من حيث ترتيب الاكتشاف.
اكتشف ألبرت مارت هذا الكويكب في الأول من مارس سنة 1854؛ وأسماه أمفيتريت، على اسم إحدى الآلهة وفق الأساطير الإغريقية.